# Stazione di Naebo
La stazione di Naebo (苗穂駅?, Naebo-eki) è una stazione della città di Sapporo situata sulla linea principale Hakodate. Presso la stazione fermano anche treni che in seguito si immettono sulla linea Chitose.

## Struttura
La stazione è dotata di due banchine a isola che servono 4 binari.
| 3 | ■ Linea principale Hakodate |  | Per Sapporo e Otaru                       |
| 4 | ■ Linea Chitose             |  | Per Sapporo e Otaru                       |
| 5 | ■ Linea Chitose             |  | Per Aeroporto di Shin-Chitose e Tomakomai |
| 6 | ■ Linea principale Hakodate |  | Per Ebetsu e Iwamizawa                    |

## Stazioni adiacenti
| «                        | Servizio                 | »                        |
| Linea Hakodate e Chitose | Linea Hakodate e Chitose | Linea Hakodate e Chitose |
| ------------------------ | ------------------------ | ------------------------ |
| Sapporo                  | Locale                   | Shiroishi                |